# شهرداری ایکشکیل
شهرداری ایکشکیل (به لاتین: Ikšķile Municipality) یک شهرداری در کشور لتونی است. شهرداری ایکشکیل ۸٬۳۴۶ نفر جمعیت دارد.